# The Wild Wild West
The Wild Wild West  (El Salvaje Salvaje Oeste sería su traducción literal al español; pero es un juego de palabras, porque la palabra "west" significa el punto cardinal oeste y es usada como apellido también, así que sería "el salvaje salvaje West", algo difícil de traducir sin perder el juego de palabras), también conocida como Jim West en Argentina, Chile y España, Espías con espuelas en México) es una serie de televisión estadounidense producida por la cadena CBS. Se rodó entre 1965 y 1969, con 104 capítulos, los cuales tratan las aventuras de dos agentes del servicio secreto que se movilizan en un ferrocarril: James T. West (Robert Conrad) y Artemus Gordon (Ross Martin) situados en el viejo oeste durante la administración del presidente Ulysses S. Grant. Este programa se ha transmitido y retransmitido en todo el mundo, y alcanzó la categoría de clásico y serie de culto.
Lo que hace especial a esta innovadora serie es la combinación de western, espionaje, ciencia ficción, artes marciales y situaciones realmente pintorescas, en ocasiones incluso lúgubres, envueltas en acción, melodrama y comedia. Casi todos los capítulos comienzan con el prefijo: -"la noche de...."-
La serie se centra principalmente en Jim West, un seductor agente que, con un estilo inigualable, enamora a bellas mujeres, es un excelente peleador, un gran tirador y es un arsenal ambulante, ya que utiliza artefactos prototipo del siglo XX. Le acompaña Artemus Gordon, poseedor de conocimientos enciclopédicos para inventar muchas de las armas que ambos usan en sus misiones, con la capacidad camaleónica de disfrazarse para caracterizar a todo tipo de personajes. Ambos viajan en un tren por todo el oeste, enfrentando peligros como indios, científicos locos, revolucionarios y matones.
Al comienzo, los créditos aparecen en unas ingeniosas caricaturas junto con el impecable tema original del programa, compuesto por Richard Markowitz.

## Concepto
La serie estaba planeada para que virtualmente todo pudiera pasar, incluso lo más inverosímil.
Para desarrollar el concepto, se crearon todo tipo de artefactos y armas inexistentes en tal tiempo y tal lugar, como bombas de gas, botas con navajas ocultas, dispositivos para trepar muros, telégrafos portátiles, fonógrafos de bolsillo, etc., los cuales se usarían con la misma familiaridad como si fueran cotidianos, así como Pedro Picapiedra usa su "troncomóvil" en plena Edad de Piedra.
En ocasiones la realidad histórica se cruzaba con la del programa, es así como vemos que Jim West en varias ocasiones se topa con planes para asesinar al entonces presidente de México, Benito Juárez y también a Ulises Grant.
Otro aspecto importante serían los villanos, tan vistosos y característicos como en Batman la serie de televisión de los 60. De hecho Burgess Meredith interpreta en un episodio a un científico capaz de crear terremotos, muchos creen que la interpretación de este se copió del "Pingüino" (también interpretado por Meredith), pero este se filmó antes que Batman.
El villano más famoso es el Dr. Miguelito Loveless, personificado por el cantante enano Michael Dunn, tan letal que terminaría enfrentando a Jim West en 10 ocasiones. En los primeros tres episodios lo acompañaría el gigante Voltaire, interpretado por Richard Kiel (famoso por ser "jaws" en las películas de James Bond de Roger Moore).[cita requerida]
En todos los capítulos aparecía alguna mujer hermosa, ya sea de víctima, villana o incluso también de espía. Entre las bellezas que aparecieron en el programa estaban: Ivonne Craig (la Batgirl en "Batman"), Sue Ane Langdon, Joan Huntington, Sherry Jackson, Marj Dusay y Dawn Wells (la Mary Ann de "La Isla de Gilligan"), entre otras.[cita requerida]
Se acordó que el protagonista, Robert Conrad, quien les pareció a los productores como la mejor opción porque tenía esa rara habilidad de parecer siempre alerta, no usaría doble. Así Conrad haría tanto persecuciones a caballo como acrobacias, peleas y escenas en verdad riesgosas, de lo cual Conrad estaría muy orgulloso.[cita requerida]
La serie podría pasar como una novela de Julio Verne por lo imaginativa, pero con todo y todo, lo bien estructurado del programa, buenos guiones y unas excelentes actuaciones daban credibilidad a esta fantástica serie.[cita requerida]

### Protagonistas
El papel de Jim West lo ganó Robert Conrad en una selección de alrededor de 400 personas. Conrad, que había sido boxeador, era un atleta que practicaba el karate, y estaba deseoso de incorporar sus técnicas de combate en las escenas de pelea y realizar él mismo las escenas de peligro.[cita requerida]
Para la vestimenta de Jim West no se pensó en la ropa típica de un cowboy sino más bien de un torero. Eso da al personaje cierto aspecto español, hasta con su caballo negro delgado y estilizado y su manera de cabalgar, a veces algo artística, y hasta el estilo de los accesorios de montar; riendas, montura, etcétera. Conrad después diría que era muy incómodo tener ropa tan entallada, ya que se le rompía todo el tiempo.[cita requerida]
Conrad dotó al personaje con una actitud arrogante de macho sofisticado al cual no le inquietaba el peligro. Esta actitud influiría posteriormente a otras estrellas de acción. Will Smith dijo que Conrad era el actor con la actitud más cool (asertiva) de toda la televisión.[cita requerida]
Dada la relativa corta estatura del protagonista, las actrices que contrataban para el programa no podían medir más de 1,68m.[cita requerida]
El papel de Artemus Gordon se le ofreció a Ross Martin en cinco ocasiones antes de aceptar. Finalmente lo que convenció a Martin fue que le pareció todo un reto hacer, para cada capítulo, de dos a tres caracterizaciones diferentes. Dotado de agilidad para la comedia, Martin logró que el papel de Artemus Gordon, que en un inicio era secundario, fuera tomando un lugar protagónico. Muchos desconocen que el propio Martin era el que creaba sus propias caracterizaciones, de manera similar a lo que hiciera el actor Lon Chaney.[cita requerida]

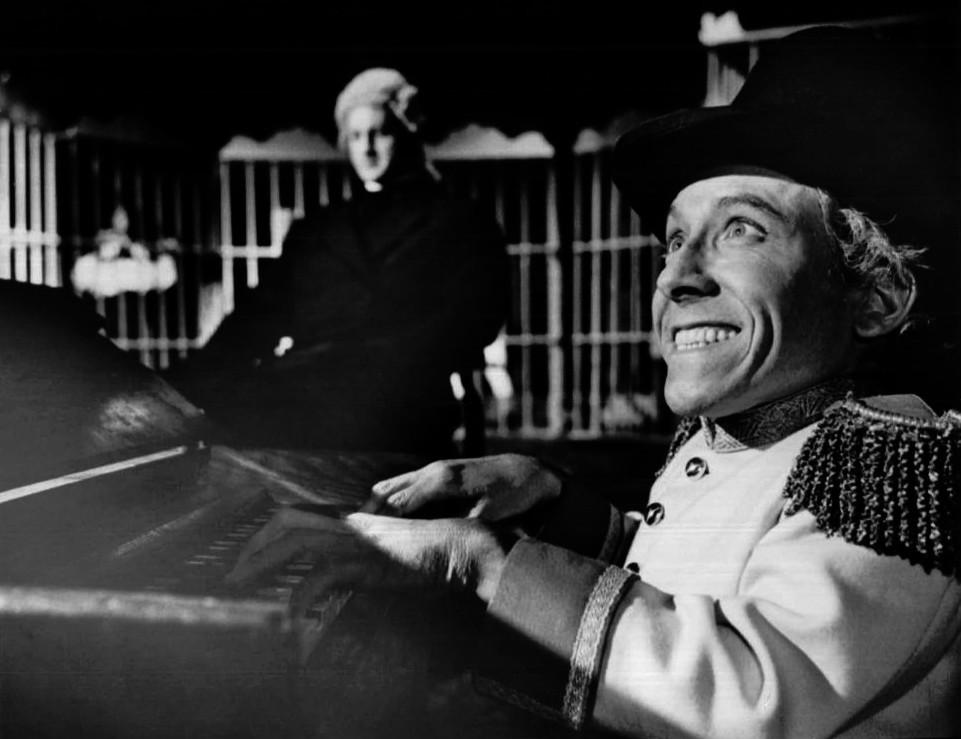
Michael Dunn como el Dr. Miguelito Loveless, eterno archienemigo de Jim West.

Se decía que en un inicio, Ross Martin estaba celoso del protagonista Robert Conrad, pero este contribuyó a que le fueran dando importancia a Martin en los guiones. Conrad sentía un profundo respeto por el talento escénico de Martin, ya que este lo apoyaba con su actuación, a su vez Conrad le ayudaba con la parte física del programa, los stunts, gesto que Martin reconocería públicamente. Ambos desarrollaron una excelente química dentro del programa, lo que ayudaba al ritmo de este. En un capítulo de la serie llamado "La noche de la gran explosión" (The night of the big blast) Martin se ve mayor tiempo que Conrad y hasta hace un doble papel.[cita requerida]
El hecho de que Conrad se arriesgara con las escenas peligrosas propició que Martin hiciera algunos de sus stunts, pero cuando filmaron el capítulo "La noche del actuario avaro", Martin se rompió una pierna. Esa no fue la única consecuencia del programa en la salud de Ross Martin, ya que este sufriría un ataque cardiaco durante la filmación del capítulo "La noche de fuego y azufre". En el lapso de tiempo en que se recuperaba fue substituido por Charles Aidman (en un papel similar, pero llamado Jeremy Pike), por William Schallert (quien incluso con anterioridad había ya actuado en la serie, haciendo otros papeles) y por Alan Hale Jr. (quien era famoso por ser el capitán en la serie La Isla de Gilligan).[cita requerida]

### Música
La música primero se encargó a  Dimitri Tiomkin y Paul Frances Webster, quienes compusieron "La balada de Jim West", que era un tema country, lo cual no encajaba para quitar la imagen de western tradicional, así que se contrató a Richard Markowitz, el cual con su música tan original era capaz de recrear ese ambiente de espionaje que el público identificaría con Jim West utilizando alguno de sus sofisticados artefactos para escapar del peligro. Desafortunadamente, según Markowitz se le pagó menos de la mitad de lo que los otros cobraron y nunca se le dio el crédito completo.[cita requerida]
Pocos programas de televisión han tenido tan buena música de fondo como este, ya que para crear un ambiente más dramático en las peleas se usaban partituras musicales vibrantes compuestas por grandes músicos como: Richard Shores y Morton Stevens, además del propio Richard Markowitz.[cita requerida]
Markowitz compuso temas para los personajes: Jim West, Artemus Gordon, hasta para el Dr. Loveless y así el público los relacionaba con la música. Cuando Morton Stevens tomó la dirección musical en la segunda temporada se enfocó más en resaltar la acción con la música que en los personajes.[cita requerida]

### Dobles
Conrad hizo las mejores escenas de acción, tanto que se ponían cámaras en todo un escenario para grabar las peleas en una sola toma y dar autenticidad. Eran tan buenas las escenas de pelea que había ya un grupo de los mejores dobles (stuntmen) de planta, al grado que Conrad un día declaró que no buscaban contratar dobles parecidos a los actores, sino actores parecidos a los dobles. Eso ponía de cabeza a la producción, ya que tenían que arreglárselas para disfrazarlos cada vez mejor.[cita requerida]
No obstante, Robert Conrad estuvo a punto de morir cuando en una escena donde se suponía que desde un primer piso saltaba hasta un candelabro, para balancearse pegándole a un bandido, el doble no estuvo en tiempo para absorber el impacto y Conrad caería a toda velocidad estrellándose contra un piso de hormigón pintado de café para parecer madera, y se fracturó el cráneo.[cita requerida]
Los productores quisieron terminar con las aspiraciones de 'stuntman' de Conrad, pero este, una vez recuperado de su accidente, siempre insistía en hacer sus propias escenas de doble.[cita requerida]
A Conrad le preguntaron las consecuencias de su accidente, y dijo que en ocasiones no podía voltear la cabeza con rapidez ya que sentía dolor, por lo cual le cuestionaron si realmente habría valido la pena, y contestó: "Absolutamente, cuando al que consideras el mejor artista de acción (Jackie Chan), viene y te dice que tú eres el mejor, definitivamente sabes que sí valió la pena".[cita requerida]

## Primera temporada
El programa piloto (el primero) de la serie llevaría un ritmo oscuro y gótico parecido al de una película (la idea de la serie se basó en la novela Casino Royale). Aquí aparece James Gregory como el presidente Grant, y en lo sucesivo este rol que sería un personaje semi-regular que interpretaría Roy Engel.[cita requerida]
Cada vez que iban a poner un corte comercial en lo más emocionante de la trama sustituían la imagen con una caricatura.[cita requerida]
El estilo de pelea de Jim West está basado en el karate, y en las siguientes temporadas su estilo estaría basado en el boxeo.[cita requerida]
Los 28 capítulos fueron dirigidos por seis directores diferentes, entre los que estaban Irving J. Moore, Richard Donner y Richard C. Sarafian.[cita requerida]
El color del traje de matador/bolero que usa Jim West es gris, lo cual no se aprecia ya que la serie estaba filmada en blanco y negro, luego según los productores lo cambiarían a color azul (en las siguientes temporadas filmadas a todo color) para resaltar los ojos azules de Conrad y el bronceado de su piel, esto para complacer a sus admiradoras.[cita requerida]
El capítulo La noche de la primavera asesinada fue polémico porque trata de que el villano Dr. Loveless quiere envenenar el agua con LSD y en aquel entonces no se hacía mención al consumo de drogas en la televisión.[cita requerida]

## Segunda temporada
En los descansos de filmación entre escena y escena, Robert Conrad boxeaba con los dobles como ejercicio. En una ocasión el doble Richard Cangey derrotó a todos sus oponentes en el cuadrilátero, lo cual impresionó tanto a Conrad que le pidió que lo entrenara. Conrad se obsesionó con el boxeo al grado de que, para dar credibilidad a las escenas de pelea del programa, auténticamente se golpeaba con los dobles, un factor que al parecer le trajo mayor audiencia, el factor del riesgo, que ya estaba presente en las acrobacias de Conrad en la primera temporada.[cita requerida]
En el inicio la caricatura de los créditos del cowboy apartaba suavemente a la corista que besaba mientras ésta le quería clavar un cuchillo. En la segunda temporada, el cowboy le recetaba un puñetazo.[cita requerida]
La música varió un poco. La supervisión musical estaba a cargo de Morton Stevens, quien posteriormente sería famoso con el tema de Hawaii 5-0.
Aparece un personaje semi-regular, detestado por el público: el coronel James Richmond. Este personaje no es un villano, sino el superior de Jim y Artie.[cita requerida]
Gracias a su participación en el capítulo "La noche de la casamentera peligrosa" la actriz Agnes Moorehead (la Endora de la serie Hechizada) ganó el premio como la mejor actriz de reparto.[cita requerida]

## Tercera temporada
Los guiones perdieron fantasía y se volvieron más western. De hecho, incluso la vestimenta de Jim West cambió.[cita requerida]
El villano Dr. Loveless, que en las anteriores temporadas había aparecido en cuatro episodios cada una, en esta solo fue visto en "La noche que el Dr. Loveless murió", a causa de que la salud de Michael Dunn no era buena.[cita requerida]
Esta fue la temporada más violenta. La filmación de dos capítulos fue suspendida por el accidente que sufrió Robert Conrad, demostrando que, pese a lo bueno que era para las escenas de acción, verdaderamente había expuesto su vida demasiado y al más mínimo error podía fallecer la estrella y acabarse el programa. Conrad pasó 12 semanas en el hospital.[cita requerida]

## Cuarta temporada
La dirección musical estuvo a cargo de Martin L. Klein.[cita requerida]
El Dr. Loveless sólo apareció en el capítulo "La noche de la venganza de Miguelito". Michael Dunn seguía con problemas de salud, tenía problemas con los huesos y caminaba con dificultad.[cita requerida]
Dada la enfermedad de Ross Martin, el personaje Jeremy Pike ayuda a West en cuatro episodios, Frank Harper aparece en la única historia de dos partes, "La noche del terror alado", Jim West se las tiene que arreglar solo en dos episodios, etcétera. En total, Artemus Gordon no aparece en nueve episodios.[cita requerida]
En el último capítulo de la serie, "La noche de los cosacos", Robert Conrad se vuelve a accidentar, ahora en la rodilla: cuando salta de un primer piso, cayó en la barra de una cantina y luego corrió, atravesando un ventanal. Las escenas aparecen en ese capítulo y al final de este se puede ver a Jim West cojear. Conrad diría después que tal vez fue mejor que cancelaran la serie mientras aún físicamente estaban en condiciones de hacerlo.[cita requerida]
Ross Martin fue nominado para un Emmy.[cita requerida]
En el penúltimo capítulo, "La noche de la plaga" (trasmitido al último), Conrad hace dos papeles. Aquí aparece Lana Wood (quien ya había actuado en el episodio "La noche de fuego"), hermana de Natalie Wood con quien algunos tabloides ligaran sentimentalmente a Robert Conrad. Lana Wood diría que esta es la actuación de la que más orgullo sentiría, además del gusto de trabajar junto a un querido amigo familiar: Robert Conrad.

## El reencuentro
La serie no fue cancelada por bajos índices de audiencia sino por una campaña antiviolencia en la televisión. Esto a la larga se vio como un grave error, ya que la serie siguió siendo un éxito en todo el mundo y los fanáticos pedían que se reiniciara la filmación.[cita requerida]
Diez años después, se hizo una película para la televisión "The Wild Wild West Revisited", que trajo de vuelta a Robert Conrad y a Ross Martin en los protagónicos y por la muerte, años atrás, de Michael Dunn. El nuevo villano sería el músico Paul Williams, en el papel de Miguelito Loveless Jr. Pese a que en esta ocasión el desarrollo de la trama era más lento, a que no había peleas espectaculares, a que el tono era más absurdo y hasta autoparódico, obtuvo buenos índices de audiencia y eso motivó otra película de reencuentro.[cita requerida]
En 1980, un año después, se filmó "More Wild Wild West", aún más irreverente y cómica que su antecesora. Esta vez, el villano era el comediante Jonathan Winters, acompañado de dos forzudos hombres verdosos parodiando a la serie basada en el personaje de la Marvel Comics "The Incredible Hulk". La verdadera sorpresa para los fanáticos de la serie fue la presencia del obeso Victor Buono (el rey Tut de la serie "Batman") como el Dr. Henry Messenger. Interpretó al villano Wing Fat en el programa piloto de la serie, y después al villano recurrente Conde Manzeppi.
Dado el éxito obtenido tal vez con el dueto Conrad-Martin, y no tanto por los libretos, se pensó en volver a filmar otra vez la serie, siendo esto algo antes impensado en la televisión de los 80, pero la intempestiva muerte de Ross Martin, a causa de otro infarto, dio al traste con la idea; además, existía la negativa de Conrad de volver a interpretar a Jim West ahora sin Artemus Gordon.[cita requerida]

## Wild Wild West, la película (1999)
En 1999 se estrenó en cines Wild Wild West una versión cinematográfica de la mítica serie. Dirigida por Barry Sonnenfeld, la película la protagonizan Will Smith, Kevin Kline, Salma Hayek y Kenneth Branagh en los roles principales.[cita requerida]
No muy bien recibida por la crítica, la película no es fiel en algunos aspectos, y eso no fue de agrado para mucha gente. Parece ser que el director quería hacer una versión más parecida a Men in Black que a la serie. Tanto es así que contó con Will Smith para interpretar a Jim West, interpretado por el caucásico Robert Conrad en la serie. Para el papel de West se pensó en Mel Gibson y George Clooney, pero finalmente lo interpretó el taquillero Will Smith, a pesar de que un afroamericano en la época hubiera sido víctima de racismo. Conrad, molesto porque un afroamericano interpretara a un personaje que antaño había sido caucásico, dijo: «¿Qué pensarían si yo hiciera el papel de Martin Luther King?», añadiendo después que «puestos a escoger a un músico de moda, tal vez hubiese sido mejor elegir a Ricky Martin». Al también molesto George Clooney se le ofreció interpretar a Artemus Gordon, pero declinó la oferta y su lugar lo ocupó Kevin Kline.[cita requerida]
Otra de las diferencias es que el antagonista no es el enano Miguelito Loveless, sino un inválido que inventa una gigantesca araña robótica llamado Arliss Loveless, interpretado por Kenneth Branagh. Además, el director ofreció a Conrad un cameo como el presidente Ulysses S. Grant, pero este, crítico con el proyecto, les expresó un rotundo rechazo.[cita requerida]
La película fue una de las más caras, pues tuvo un costo de 175 millones de dólares. A pesar de ello, recaudaron únicamente 113 millones, por lo que perdieron aproximadamente 62 millones de dólares. Además, ganó varios premios Golden Turkeys, destinados a lo peor, y cinco estatuillas Razzie que reconocían la ínfima calidad del filme. El mismísimo Conrad se encargó de recoger tres de las cinco estatuillas, incluyendo la de peor película de 1999. ¿Venganza?[cita requerida]
La crítica fue muy dura para la película y los fanáticos, que estaban devastados, y la consideraron la peor jamás filmada.[cita requerida]

## La influencia deWild Wild West
El uso de artes marciales, en capítulos como "La noche de la muerte súbita", "La noche de la muerte danzante" y "La noche del grito del dragón", entre otros, muestran innovadoras y muy elaboradas coreografías de peleas, que influenciaron a series como Kung Fu (también del Oeste). Steve James, el musculoso actor negro de la serie de películas American Ninja, una vez dijo que sus ídolos en artes marciales eran Bruce Lee y Robert Conrad, por la habilidad que tenían de pelear simultáneamente con varios oponentes. En 1984, la revista Black Belt (Cinturón negro), nombró a The Wild Wild West la mejor serie televisiva de artes marciales de todos los tiempos, por encima de series como la ya mencionada Kung Fu, El Avispón Verde y Highlander.[cita requerida]
En los años 60 se editaron cómics de The Wild Wild West, de la editorial Gold Key (en español las publicó Editorial Novaro); en los años 90 otra compañía, Millennium, como tributo publicó nuevas aventuras del Wild Wild West e inclusive novelas hubo. Además, se comercializaron juguetes, tanto pistolas y accesorios del oeste, como figuras articuladas (incluso había la vestimenta de Jim West para el Action Man), también hubo tarjetas de colección.[cita requerida]
Hubo otras series ambientadas en el oeste, como Barbary Coast, que claramente copiaba aspectos de The Wild Wild West, pero no tuvo éxito.[cita requerida]
Un capítulo de la serie Sabrina the Teenage Witch (Sabrina, la bruja adolescente), situado en el oeste, fue titulado "The Wild Wild Witch" (La salvaje salvaje bruja).[cita requerida]
Ante el muy sonado fracaso de la película de 1999, en ese año la crítica calificó a Shangai Kid, protagonizada por Jackie Chan, como el verdadero equivalente a una película de The Wild Wild West.[cita requerida]
En el 2006 salió a la venta en Norteamérica un DVD conmemorativo del 40 aniversario de la serie, con los capítulos de la primera temporada, con material especial e inclusive con audiocomentarios del propio Robert Conrad para cada uno de los 28 episodios. Dadas las excelentes ventas de este DVD, y, a petición del público, ya salieron a la venta todas las temporadas.[cita requerida]